# الشارقة (الحيمة الخارجية)

تعديل مصدري - تعديل

الشارقة هي إحدى قرى عزلة بني وليد بمديرية الحيمة الخارجية التابعة لمحافظة صنعاء، بلغ تعداد سكانها 216 نسمة حسب تعداد اليمن لعام 2004.